# Parafia św. Ewangelisty Łukasza w Tyniewiczach Dużych
Parafia św. Ewangelisty Łukasza – parafia prawosławna w Tyniewiczach Dużych, w dekanacie Narew diecezji warszawsko-bielskiej.
Na terenie parafii funkcjonuje 1 cerkiew:
- cerkiew św. Ewangelisty Łukasza w Tyniewiczach Dużych – parafialna

## Historia
Parafię erygowano 5 lipca 1982 dekretem metropolity Bazylego (Doroszkiewicza), poprzez wydzielenie z terytorium parafii w Narwi. Świątynią parafialną została drewniana cerkiew cmentarna (z 1948) pod wezwaniem św. Ewangelisty Łukasza. W skład parafii wchodzą wsie: Tyniewicze Duże, Tyniewicze Małe, Łopuchówka i Zabłocie. Główna uroczystość parafialna obchodzona jest 31 października (18 października według starego stylu).

## Proboszczowie
- od 1998 – ks. Andrzej Kos